# Andréievka (Témnikov)
|  | Per a altres significats, vegeu «Andreievka». |

Andréievka (en rus: Андреевка) és un poble de la República de Mordòvia, a Rússia, segons el cens del 2010 tenia 654 habitants, pertany al districte de Témnikov.